# Leia pedifera
Leia pedifera är en tvåvingeart som beskrevs av Edwards 1933. Leia pedifera ingår i släktet Leia och familjen svampmyggor.
Artens utbredningsområde är Venezuela. Inga underarter finns listade i Catalogue of Life.